# Прамлинтид
Прамлинтид (Симлин) — лекарственное средство, синтетический аналог гормона амилина. Прамлинтид употребляется инъекционно и используется при сахарном диабете 2-го типа, как дополнительное лечение для пациентов, принимающих инсулин во время приёма пищи и у которых при терапии инсулином не получается достигнуть контроля глюкозы, несмотря на оптимальную терапию инсулином, с метформином или без метформина. Прамлинтид употребляется также при сахарном диабете 1-го типа, как дополнительное лечение для пациентов, принимающих инсулин во время приёма пищи и которые при терапии инсулином не достигают контроля глюкозы, несмотря на оптимальную терапию инсулином.

## Преимущества
Прамлинтид может подавлять чувство голода и способствовать небольшой потере веса. Возможные побочные эффекты – гипогликемия; тошнота или рвота; головная боль; боль в животе.

## Фармакологическое действие
Прамлинтид ингибирует выработку глюкагона и способствует снижению веса. Возможно, в какой-то степени снижение веса происходит вследствие развития тошноты у 30 % больных. Прамлинтид снижает уровень HbA1c на 0,5-0,7 %.

## Клинические исследования
Группой учёных под руководством доктора Уэйер из компании Amylin Pharmaceuticals (город Сан-Диего, Калифорния, США), было проведено исследование, подтвердившее прогрессивное снижение веса у пациентов с избыточной массой тела при лечении аналогом амилина — прамлинтидом. Полученные результаты стали существенным клиническим подтверждением концепции об антитучном потенциале сатиогенного пептидного гормона, так как ранее было показано, что указанное вещество эффективно в снижении уровня гликозилированного гемоглобина A1C и веса при сахарном диабете 2-го типа.
В 2007 году было проведено ещё несколько исследований, в которых прамлинтид оценивался в комбинированной терапии с утверждёнными пероральными препаратами для снижения веса, а также с другими нейрогормонами. Выяснилось, что на животных моделях диетоиндуцированного ожирения применение данных комбинаций приводило к выраженному аддитивному и даже синергичному снижению массы тела.